# Sabina Park
Le Sabina Park est un stade de cricket situé à Kingston en Jamaïque. Siège du Kingston Cricket Club., c'est le seul terrain de Test cricket en Jamaïque. Ouvert en 1895 et inauguré en 1930, il est rénové en 2007 et a une capacité de 30 000 spectateurs.
Il a également accueilli les rencontres à domicile de l'Équipe de Jamaïque de football de 1925 à 1962.